# Агнес фон Вид
Агнес фон Вид (на немски: Agnes zu Wied; * ок. 1505 във Вид, Хесен-Насау; † 3 април 1588, Зоневалде) е графиня от Вид и чрез женитби графиня на Мансфелд-Хинтерорт и Золмс-Лаубах.

## Произход
Тя е дъщеря, най-малкото дете, на граф Йохан III фон Вид (ок. 1485 – 1533) и съпругата му графиня Елизабет фон Насау-Диленбург (1488 – 1559), дъщеря на граф Йохан V фон Насау-Диленбург.

## Фамилия
Първи брак: ок. 1540 г. се омъжва за граф Каспар фон Мансфелд-Хинтерорт (* ок. 1510; † 26 октомври 1542), вторият син на граф Албрехт VII фон Мансфелд-Хинтерорт (1480 – 1560) и съпругата му Анна фон Хонщайн-Клетенберг (ок. 1490 – 1559). Те имат една дъщеря:
- Анна фон Мансфелд-Хинтерорт (* ок. 1520/1542; † 25 юли 1583), омъжена на 24 юни 1564 г. за граф Лудвиг фон Лудвиг фон Еверщайн-Наугард (* 1527; † 25 март 1590)

Втори брак: на 11 юни 1545 г. в Дирдорф се омъжва за граф Фридрих Магнус I фон Золмс-Лаубах (1521 – 1561) от 1548 г. първият управляващ граф на Золмс-Лаубах, господар на Зоненвалде, син на граф Ото I фон Золмс-Лаубах (1496 – 1522) и съпругата му принцеса Анна фон Мекленбург-Шверин (1485 – 1525). Те имат децата:
- Филип (1546 – 1556)
- Елизабет (1549 – 1599), омъжена на 13 януари 1566 г. за граф Лудвиг I фон Сайн-Витгенщайн (1532 – 1605)
- Йохан Георг I (1546 – 1600), граф на Золмс-Лаубах, женен на 7 декември 1572 г. за графиня Маргарета фон Шьонбург-Глаухау (1554 – 1606), дъщеря на Георг II фон Шьонбург-Глаухау и Доротея Ройс-Плауен
- Ото (1550 – 1612), граф на Золмс-Зоневалде-Поух, женен на 9 септември 1581 г. за графиня Анна Амалия фон Насау-Вайлбург (1560 – 1635), дъщеря на граф Албрехт фон Насау-Вайлбург и Анна фон Насау-Диленбург
- Доротея (1547 – 1595), омъжена на 6 януари 1566 г. за Хайнрих XVI Ройс-Гера (1530 – 1572)
- Анна (1557 – 1586), омъжена на 15 юли 1572 г. за граф Георг III фон Ербах (1548 – 1605